# トメル・ヘメド
トメル・ヘメド（תומר חמד, Tomer Hemed, 1987年5月2日 - ）は、イスラエル・ハイファ出身の元サッカー選手。現役時代のポジションはFW。元イスラエル代表。

## 経歴

### クラブ
マッカビ・ハイファFCの下部組織出身。2005-06シーズンのマッカビ・ハイファは早々とリーグ優勝を決めたため、2006年3月のブネイ・イェフダ・テルアビブFC戦でトップチームに招集され、ブネイ・イェフダ戦に途中出場してデビューした。その後もトップチームに招集されて何試合かに出場したが、U-19チームの試合にも出場し、2005-06シーズンはU-19チームで21試合に出場して10得点を挙げた。2007年にはU-21チームの一員として、イタリアで開催されたトルネオ・ディ・ヴィアレッジョに出場した。マッカビ・ハイファはグループリーグ敗退に終わったが、ヘメドは1得点した。
2008年から2010年にかけては、マッカビ・ヘルツリーヤFC、ブネイ・イェフダ・テルアビブFC、イングランド人のジョン・グレゴリー監督率いるマッカビ・アヒ・ナザレスFCに立て続けにレンタル移籍し、グレゴリー監督に指導を受けて多くの部分で成熟した。2010年5月、イギリスのデイリー・メール紙はグレゴリー監督を称賛し、ヘメドを「際立ったストライカー」と表現した。ナザレスは最下位だったが、ヘメドは33試合に出場して9得点を挙げた。
2010年にマッカビ・ハイファに復帰すると、2010-11シーズンには中心選手としての地位を確立し、シーズン終盤には公式戦22試合で15得点を挙げた。クラブはリーグ優勝を果たし、リーグ戦31試合で13得点を挙げたヘメド自身はリーグ得点王に輝いた。
2011年6月18日、リーガ・エスパニョーラのRCDマヨルカに移籍した。2011年10月には3試合連続得点（4得点すべてPKによる得点）を挙げるなどし、2011-12シーズンは29試合に出場して8得点した。
2014年7月、UDアルメリアに移籍した。
2015年6月24日、ブライトン・アンド・ホーヴ・アルビオンFCに移籍した。
2020年11月30日、ウェリントン・フェニックスFCに移籍した。
2021年7月11日、ウェスタン・シドニー・ワンダラーズFCに移籍した。

### 代表
2011年1月にはルイス・フェルナンデス監督によってイスラエル代表に招集され、FCディナモ・キーウとの間で行われた非公式親善試合に出場して得点した。同年5月にも代表に選出され、6月4日のラトビア戦(2-1)で先発出場して公式戦デビューすると、ヨッシ・ベナユンの得点をアシストした。9月6日のクロアチア戦で代表初ゴールを決めた。

## 個人成績

### クラブでの出場記録
2012年10月22日時点
| シーズン     | クラブ                          | ディビジョン         | 国内リーグ | 国内リーグ | 国内カップ | 国内カップ | 国内リーグカップ | 国内リーグカップ | 欧州カップ | 欧州カップ | 通算 | 通算 |
| シーズン     | クラブ                          | ディビジョン         | 出場       | 得点       | 出場       | 得点       | 出場             | 得点             | 出場       | 得点       | 出場 | 得点 |
| ------------ | ------------------------------- | -------------------- | ---------- | ---------- | ---------- | ---------- | ---------------- | ---------------- | ---------- | ---------- | ---- | ---- |
| 2005–06      | マッカビ・ハイファ              | イスラエル・プレミア | 3          | 1          | –          | –          | –                | –                | 0          | 0          | 3    | 1    |
| 2006–07      | マッカビ・ハイファ              | イスラエル・プレミア | 8          | 2          | 1          | 0          | 5                | 1                | 0          | 0          | 14   | 4    |
| 2007–08      | マッカビ・ハイファ              | イスラエル・プレミア | 7          | 1          | 0          | 0          | 4                | 0                | –          | –          | 11   | 1    |
| 2007–08      | マッカビ・ヘルツリーヤ (loan)   | イスラエル・プレミア | 17         | 3          | 1          | 0          | 0                | 0                | –          | –          | 18   | 3    |
| 2008–09      | ブネイ・イェフダ (loan)         | イスラエル・プレミア | 28         | 1          | 2          | 0          | 7                | 1                | –          | –          | 37   | 3    |
| 2009–10      | マッカビ・アヒ・ナザレス (loan) | イスラエル・プレミア | 33         | 9          | 1          | 0          | 5                | 3                | –          | –          | 39   | 12   |
| 2010–11      | マッカビ・ハイファ              | イスラエル・プレミア | 31         | 13         | 5          | 3          | 7                | 2                | 2          | 0          | 45   | 18   |
| 通算         | 通算                            | イスラエル           | 126        | 30         | 10         | 3          | 28               | 8                | 2          | 0          | 167  | 42   |
| 2011-12      | マヨルカ                        | プリメーラ           | 29         | 8          | 6          | 2          | –                | –                | –          | –          | 35   | 10   |
| 2012–13      | マヨルカ                        | プリメーラ           | 14         | 7          | 0          | 0          | –                | –                | –          | –          | 14   | 7    |
| 通算         | 通算                            | スペイン             | 43         | 15         | 6          | 2          | –                | –                | –          | –          | 49   | 17   |
| キャリア通算 | キャリア通算                    | キャリア通算         | 169        | 45         | 16         | 5          | 28               | 8                | 2          | 0          | 208  | 57   |

### 代表での得点
| #   | 日付           | 場所                   | 対戦相手           | スコア | 最終結果 | 大会                          |
| --- | -------------- | ---------------------- | ------------------ | ------ | -------- | ----------------------------- |
| 1.  | 2011年9月6日   | ザグレブ               | クロアチア         | 0–1    | 3–1      | UEFA EURO 2012予選            |
| 2.  | 2012年2月29日  | ペタク・チクヴァ       | ウクライナ         | 2–1    | 3–2      | 親善試合                      |
| 3.  | 2012年8月15日  | ブダペスト             | ハンガリー         | 1–1    | 1–1      | 親善試合                      |
| 4.  | 2012年10月12日 | ルクセンブルク市       | ルクセンブルク     | 0–3    | 0–6      | 2014 FIFAワールドカップ予選   |
| 5.  | 2012年10月12日 | ルクセンブルク市       | ルクセンブルク     | 0–5    | 0–6      | 2014 FIFAワールドカップ予選   |
| 6.  | 2012年10月12日 | ルクセンブルク市       | ルクセンブルク     | 0–6    | 0–6      | 2014 FIFAワールドカップ予選   |
| 7.  | 2012年10月16日 | ラマト・ガン           | ルクセンブルク     | 1–0    | 3–0      | 2014 FIFAワールドカップ予選   |
| 8.  | 2012年10月16日 | ラマト・ガン           | ルクセンブルク     | 3–0    | 3–0      | 2014 FIFAワールドカップ予選   |
| 9.  | 2013年3月22日  | テルアビブ             | ポルトガル         | 1–1    | 3–3      | 2014 FIFAワールドカップ予選   |
| 10. | 2014年10月13日 | アンドラ・ラ・ヴェリャ | アンドラ           | 4–1    | 4–1      | UEFA EURO 2016予選            |
| 11. | 2015年9月3日   | ハイファ               | アンドラ           | 3–0    | 4–0      | UEFA EURO 2016予選            |
| 12. | 2015年10月13日 | ブリュッセル           | ベルギー           | 1–3    | 1–3      | UEFA EURO 2016予選            |
| 13. | 2016年10月6日  | スコピエ               | 北マケドニア       | 1–0    | 2–1      | 2018 FIFAワールドカップ予選   |
| 14. | 2016年10月9日  | エルサレム             | リヒテンシュタイン | 1–0    | 2–1      | 2018 FIFAワールドカップ予選   |
| 15. | 2016年10月9日  | エルサレム             | リヒテンシュタイン | 2–0    | 2–1      | 2018 FIFAワールドカップ予選   |
| 16. | 2018年3月24日  | ネタニヤ               | ルーマニア         | 1–0    | 1–2      | 親善試合                      |
| 17. | 2018年10月14日 | ベエルシェバ           | アルバニア         | 1–0    | 2–0      | UEFAネーションズリーグ2018-19 |

## タイトル
- マッカビ・ハイファ

イスラエル・プレミアリーグ (1) : 2010–11